# アドリアー・グアル

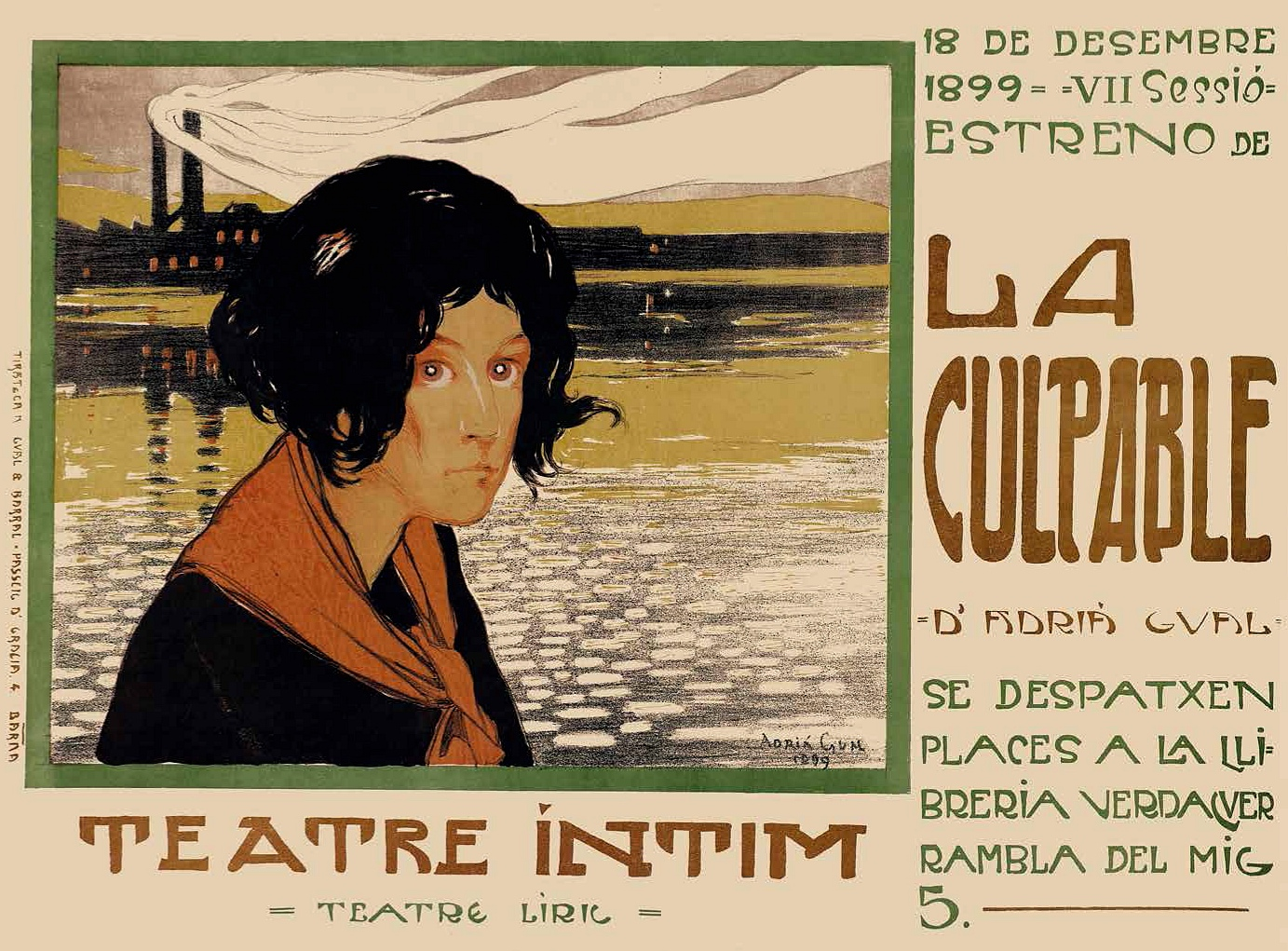
Teatre Íntimの公演ポスター

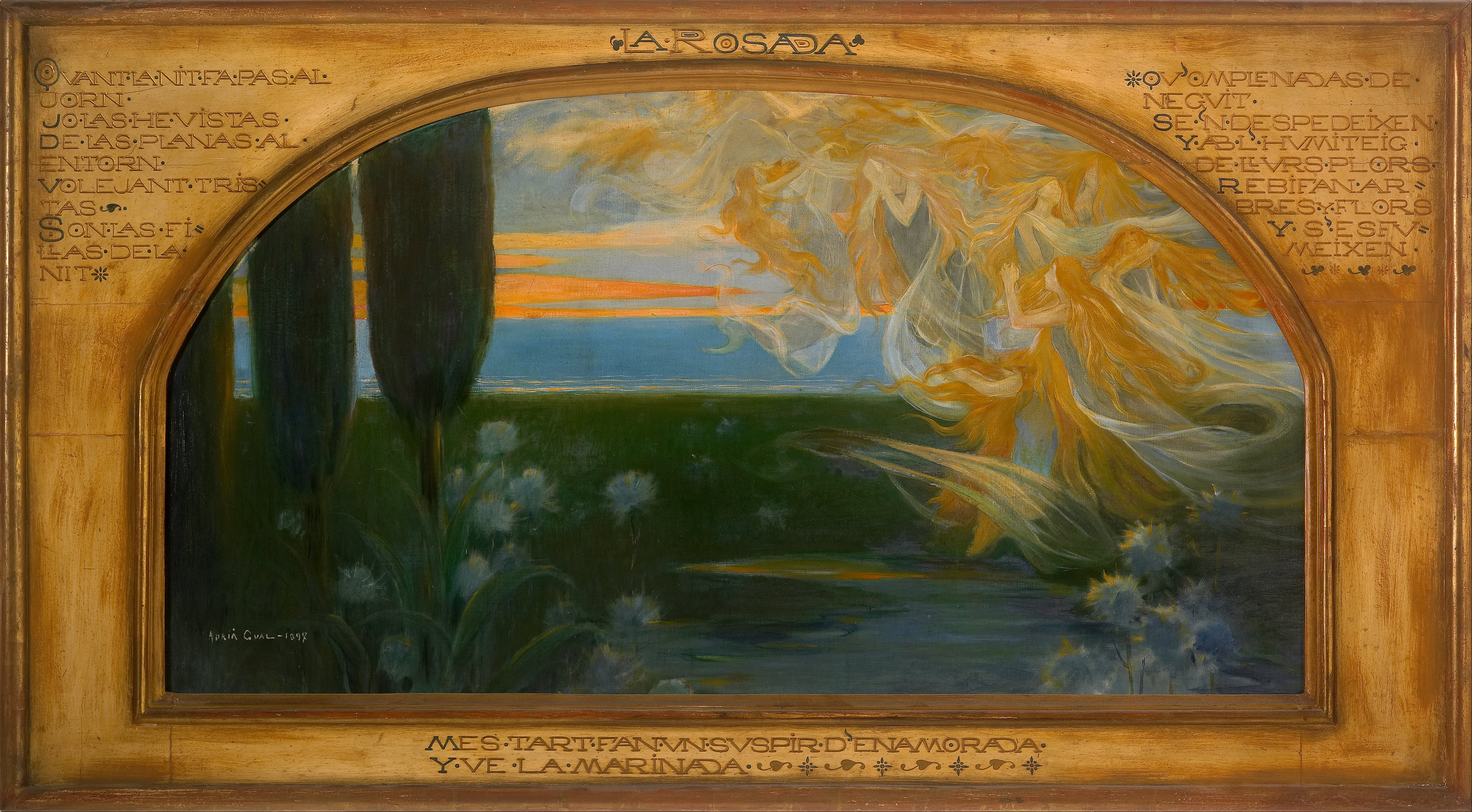
油絵" The Dew"(朝露) (1897)、カタルーニャ国立美術館

アドリアー・グアル・イ・ケラルト（Adrià Gual i Queralt、1872年12月8日 -　1943年12月21日）は、カタロニアの劇作家、イラストレーター、画家である。

## 略歴
バルセロナで生まれた。父親は版画家で、父親の工房で絵や版画を学び、 バルセロナの美術学校でペレ・ボレル・デル・カソ(Pere Borrell del Caso: 1835-1910)に学んだ。カタロニアの若いモダニズムの画家たちと「Colla del Safrà（サフラン色の会）」または「pandilla de Sant Martí(サンマルティ派)」と呼ばれる美術家グループをつくり活動した。1898年のバルセロナ美術展に出展し、画家としての代表作をこの時期に制作し、アール・ヌーボーのスタイルのポスター画家としても活躍した。
画家、イラストレーターとして働く一方、幼い頃から演劇にも強い興味を持っていて、戯曲を執筆し演出家としてもカタルーニャ演劇の発展において重要な人物となった。1896年に自作の戯曲「Nocturn」の宣伝のために自らポスターを制作した。
1898年に、「Teatre Íntim」という劇団を立ち上げた。この劇団はグアルの作品の他、モーリス・メーテルリンクやガブリエーレ・ダンヌンツィオ、ゲアハルト・ハウプトマン、ヘンリック・イプセン、アンヘル・ギメラといった作者の演劇を上演した。
カタロニア演劇学校(Escuela Catalana de Arte Dramático)の校長を務め、1913年にバルセロナに設立された映画会社「Barcinógrafo」の芸術監督となり、8本の映画をプロデュースしたが、映画会社のメンバーと対立し2年ほどで退社した。
1923年9月にミゲル・プリモ・デ・リベラの軍事独裁政権が始まり、グアルはカタロニア演劇学校を閉鎖するかスペイン語で教えるかの選択を迫られ、 最終的には学校の継続をするために後者が選ばれた。演劇学校は「Escuela Catalana de Arte Dramatico」と改名された。 1931年にスペイン第二共和政が成立するとグアルは政治的理由から演劇学校の校長を解任された。
1943年にバルセロナで死去した。

## 美術作品

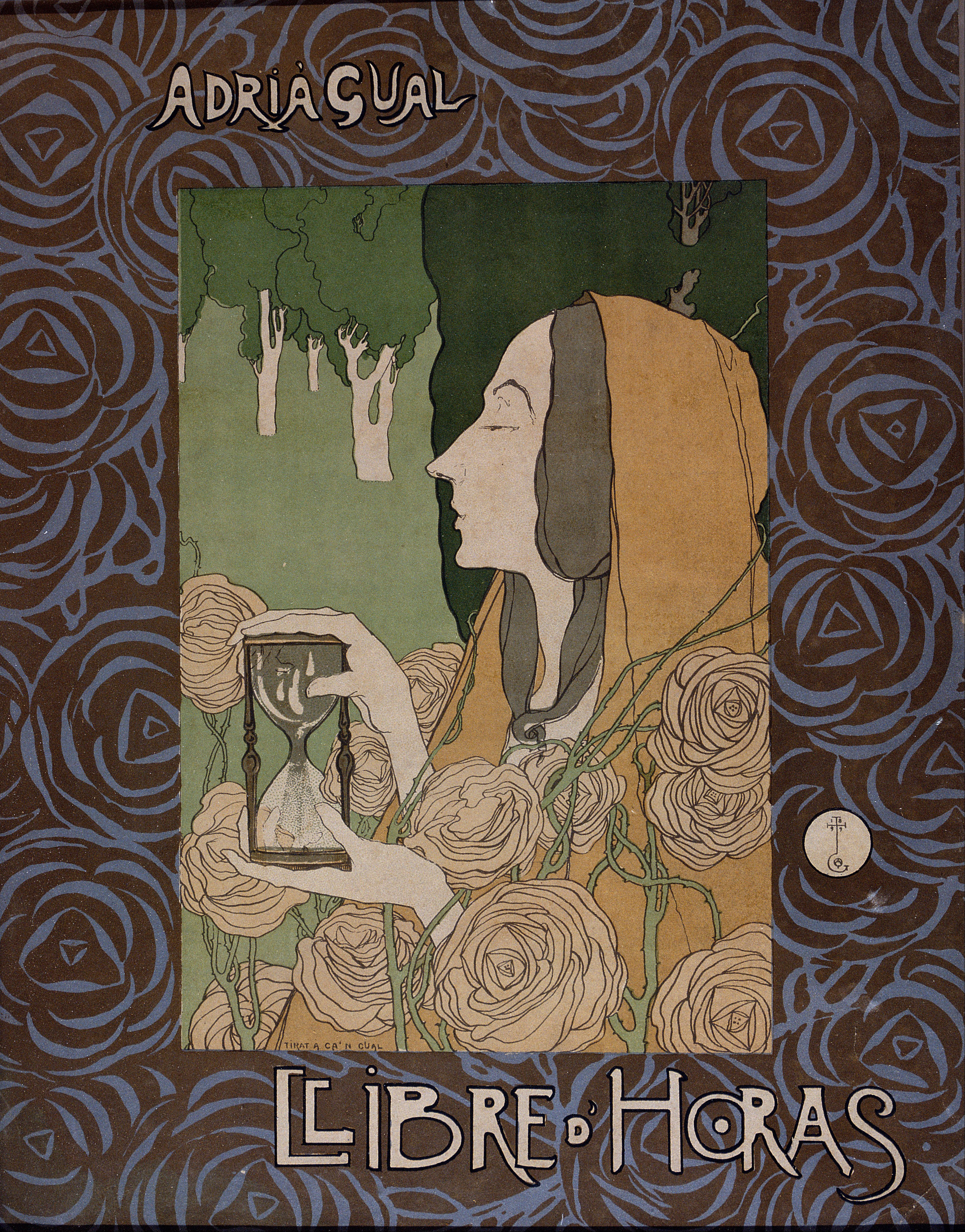
ポスター作品" Llibre d'Horas " (1899) カタルーニャ国立美術館
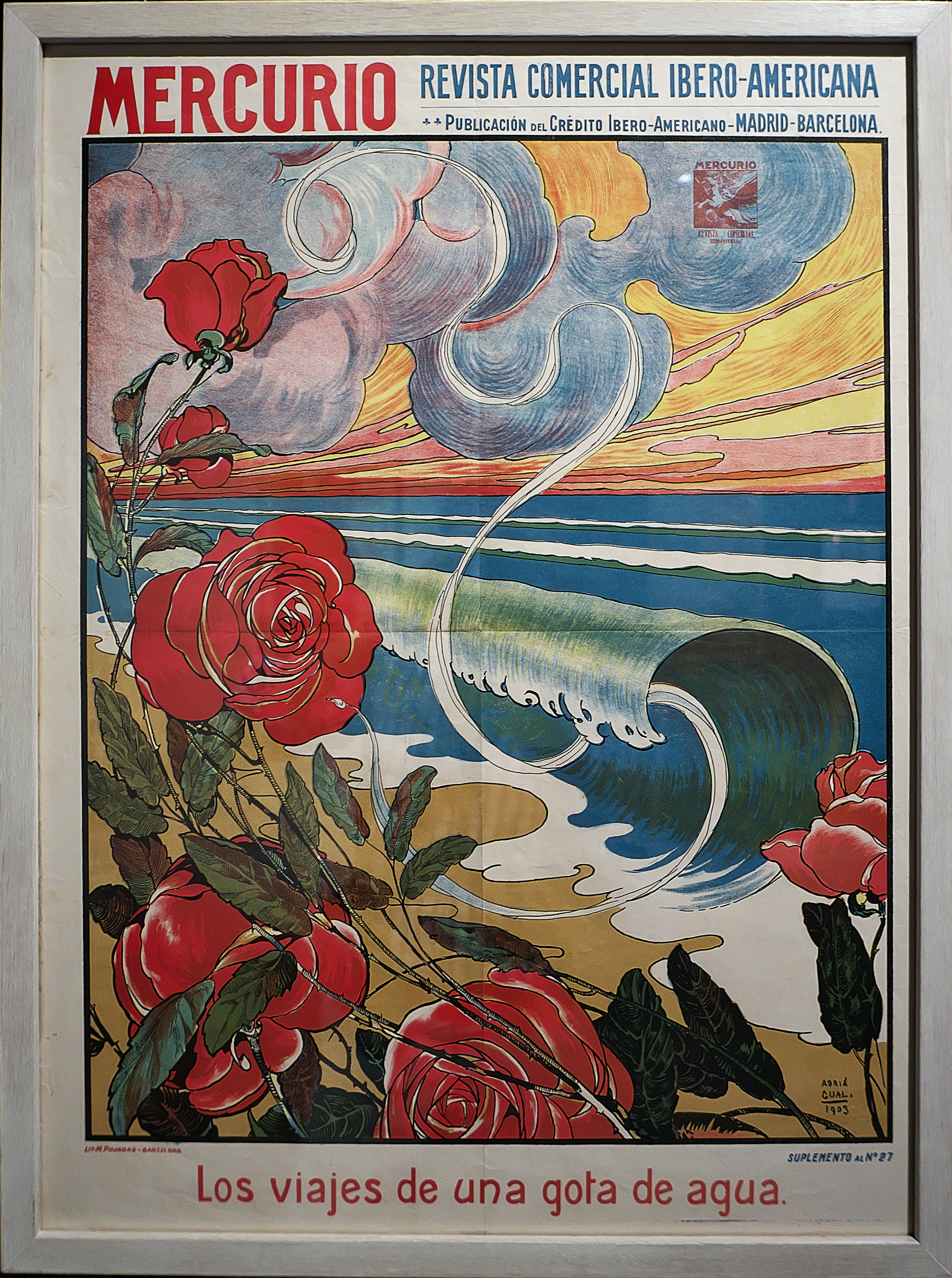
雑誌の宣伝ポスター (1903)